# 上田健人
上田 健人（うえだ けんと、1991年5月23日 -）は、地方競馬の元騎手である。勝負服の柄は胴赤・黒ダイヤモンド、袖白・赤一本輪。北海道苫小牧市出身、血液型A型、身長164cm、体重47kg。地方競馬教養センター騎手課程第87期生。

## 来歴
2009年3月31日付けで地方競馬騎手免許を取得し、堀千亜樹厩舎から騎手デビュー。同年4月20日第2回大井競馬1日目第2競走C3十組十一組条件戦デュラブヒーローで初騎乗（12頭立て6番人気10着）。
減量に苦労し、6月に入って二度の体重調整失敗により6月1日、2日、22～25日の騎乗停止処分が科された。その後も騎乗を自粛していたが、8月25日第9回大井競馬3日目第2競走C3六組条件戦ナイトトレインで騎乗を再開した（13頭立て8番人気6着）。
同年11月19日第8回船橋競馬4日目第6競走ライトウェイト賞（減量騎手戦・C2）においてスリーゴールドに騎乗予定であったが、体重調整失敗のため実効6日間の騎乗停止処分が科された。
同年12月8日付けで堀千亜樹厩舎から田中康弘厩舎へ所属が変更された。
2011年1月17日第25回全日本新人王争覇戦に出場し、第1戦で8着、第2戦で5着となり総合7位（10人中）。
同年3月7日第19回大井競馬1日目第4競走3歳条件戦（40万円以上71.5万円未満）を11番人気のラッシュバックで逃げ切り優勝、デビュー109戦目で初勝利を挙げた。
2012年6月2日から9月17日まで岩手競馬、小西重征厩舎所属で期間限定騎乗を行った。同年9月23日第14回ジュニアグランプリ2歳をセラミックガールで優勝し、重賞初制覇。
2014年11月10日付けで田中康弘厩舎から寺田新太郎厩舎へ所属が変更された。
2019年10月31日付けで自主都合のため引退することが発表された。
勝負服の柄は競馬に興味を持つきっかけとなったアルカセットにちなんだ。

## 主な騎乗馬
- セラミックガール（2012年ジュニアグランプリ）
- ミキノウインク（2013年フェアリーカップ）